# Ruden
Ruden är en ort och kommun i Österrike. Den ligger i distriktet Völkermarkt i förbundslandet Kärnten, 210 km sydväst om huvudstaden Wien. 
Kommunen består av 18 orter (Ortschaften) (inom parentes invånarantal 1 januari 2024):

- Dobrowa (44)
- Eis (216)
- Grutschen (14)
- Kanaren (28)
- Kleindiex (108)
- Kraßnitz (28)
- Lippitzbach (28)
- Obermitterdorf (222)
- Ruden (219)
- St. Jakob (9)
- St. Martin (165)
- St. Nikolai (67)
- St. Radegund (92)
- Untermitterdorf (92)
- Unternberg (116)
- Unterrain (9)
- Weißeneggerberg (0)
- Wunderstätten (50)